# Alexandria (Indiana)
Alexandria és una població dels Estats Units a l'estat d'Indiana. Segons el cens del 2000 tenia 6.260 habitants.

## Demografia
Segons el cens del 2000, Alexandria tenia 6.260 habitants, 2.481 habitatges, i 1.654 famílies. La densitat de població era de 891,9 habitants per km².
Dels 2.481 habitatges en un 33,9% hi vivien nens de menys de 18 anys, en un 49% hi vivien parelles casades, en un 12,7% dones solteres, i en un 33,3% no eren unitats familiars. En el 28,9% dels habitatges hi vivien persones soles el 13,1% de les quals corresponia a persones de 65 anys o més que vivien soles. El nombre mitjà de persones vivint en cada habitatge era de 2,48 i el nombre mitjà de persones que vivien en cada família era de 3,04.
Per edats la població es repartia de la següent manera: un 27,8% tenia menys de 18 anys, un 8,9% entre 18 i 24, un 28% entre 25 i 44, un 19,5% de 45 a 60 i un 15,9% 65 anys o més.
L'edat mediana era de 35 anys. Per cada 100 dones de 18 o més anys hi havia 87,4 homes.
La renda mediana per habitatge era de 35.359 $ i la renda mediana per família de 42.731 $. Els homes tenien una renda mediana de 30.529 $ mentre que les dones 23.384 $. La renda per capita de la població era de 15.578 $. Entorn del 4,2% de les famílies i el 7% de la població estaven per davall del llindar de pobresa.

## Poblacions properes
El següent diagrama mostra les poblacions més properes.